# Stadio Città di Gorgonzola
Lo stadio comunale Città di Gorgonzola è uno stadio calcistico sito nella città di Gorgonzola (MI). Ospita le gare interne dell'Associazione Sportiva Giana Erminio, principale squadra di calcio locale.
Dal 2019 al 2021 ha accolto, altresì, in via transitoria, le partite casalinghe dell'Unione Calcio AlbinoLeffe, in attesa della costruzione del nuovo stadio di proprietà.

## Storia
Il terreno ove sorge lo stadio, prospiciente il Naviglio della Martesana, fino al 1954 fu proprietà dei conti Gian Ludovico e Nora Sola Cabiati, che il 22 luglio iniziarono a trattare la vendita del terreno al comune di Gorgonzola, fissando un prezzo di 6 000 000 di lire e il vincolo che l'area (ove già giocava la civica squadra di calcio) mantenesse la destinazione d'uso a campo sportivo, che già aveva. Il 2 agosto 1958 l'acquisto venne perfezionato con una delibera della giunta municipale.

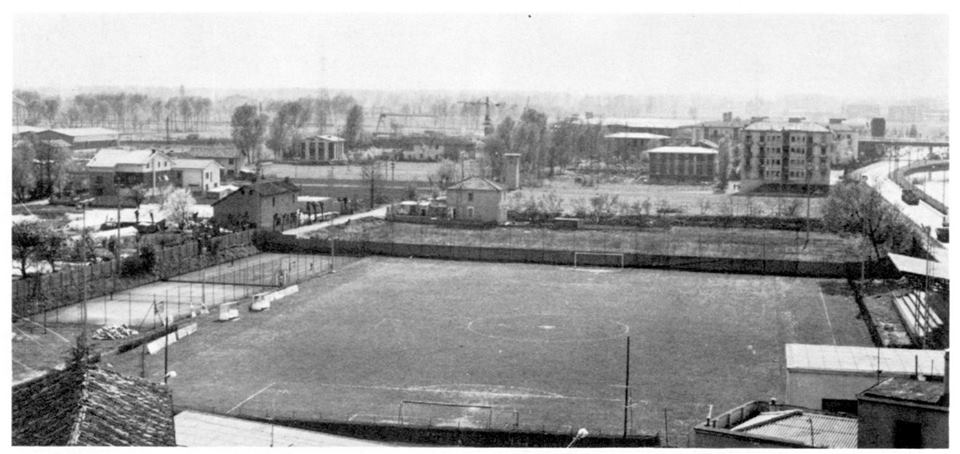
Lo stadio comunale nel 1970: sulla sinistra si notano i campi da tennis e calcetto, mentre sulla destra è visibile la piccola tribuna coperta.

Attorno al campo da calcio sorse nel corso del XX secolo un piccolo complesso polisportivo comprendente campi da tennis, da calcio più piccoli e una piscina (questi ultimi due poi caduti in disuso). Sul lato nord del campo vennero invece progressivamente edificati i locali tecnici e la prima tribuna per il pubblico.
A partire dal 1969 il campo fu usato congiuntamente dalle società calcistiche Erminio Giana (maschile) e Gorgonzola (femminile); per 13 anni la desistenza non fu problematica, né per il rapporto tra i club, né a cospetto dell'amministrazione comunale. Tuttavia all'inizio della stagione sportiva 1982-1983 la Società Sportiva Ippocampo (militante in Terza Categoria maschile) chiese a sua volta di poter utilizzare l'impianto: si provvide pertanto a stilare una nuova convenzione, che indicò la Giana quale concessionario unico, con licenza di decidere unilateralmente le tariffe e i tempi di fruizione del campo sportivo.
Il suddetto accordo finì per favorire le squadre maschili, ché il Gorgonzola, svantaggiato dalla gestione separata del proprio campionato (facente capo alla FIGCF e non alla FIGC), si trovò a dover chiedere ogni volta la disponibilità del terreno comunale in cui aveva la residenza. Il risultato fu che il club, che pure al tempo era una realtà di primo piano del calcio femminile italiano, fu infine costretto a cambiare campo trasferendosi a Piacenza.
Nel 2014, a seguito della promozione in Lega Pro della Giana Erminio, lo stadio, che fino ad allora aveva ospitato solo partite valide per i campionati dilettantistici locali, venne radicalmente ristrutturato; per consentire l'effettuazione dei lavori, la squadra biancazzurra si trasferì momentaneamente allo stadio Brianteo di Monza.
La tribuna nord, originariamente unico spalto dell'impianto (che era stata ristrutturata l'ultima volta nel 1993), fu ampliata a 914 posti; opposta ad essa venne edificata una nuova tribuna in cemento armato, completamente coperta e capace di ospitare 2 046 spettatori. Per accogliere le tifoserie ospiti venne infine realizzata una tribuna sul lato est del terreno di gioco, in tubolari d'acciaio, capace di ospitare 806 spettatori. La capienza complessiva dell'impianto fu così innalzata a 3 766 posti a sedere. Al contempo si procedette a demolire le strutture adiacenti al campo e all'apertura di nuovi varchi d'accesso agli spalti in via Milano e in via dello Sport. Vennero inoltre installate nuove panchine e un nuovo impianto di illuminazione; si procedette poi ad ampliare gli spazi di servizio (parcheggi esterni, spogliatoi, infermeria, sala anti-doping, sala stampa).
Il comune di Gorgonzola, contemporaneamente, concesse l'impianto in uso alla Giana Erminio (che si è fatta carico integralmente delle spese di ristrutturazione) per 12 anni, fino al 2026.
A lavori conclusi, in data 11 febbraio 2015 i rappresentanti della Commissione Provinciale di Vigilanza sui locali di pubblico spettacolo e della Lega Italiana Calcio Professionistico compirono un sopralluogo allo stadio per valutarne l'agibilità: i delegati della Lega diedero parere favorevole, ma alcune imprecisioni nella documentazione richiesta indussero la Vigilanza a negare il permesso di apertura. A seguito della presentazione della documentazione integrata, il 4 marzo successivo anche la seconda Commissione diede parere favorevole, disponendo tuttavia di dover effettuare un nuovo sopralluogo, completato il quale, il giorno 16 marzo, venne rilasciato il visto di agibilità all'impianto, al quale fece seguito, in data 20 marzo, il nullaosta concesso dalla Commissione Criteri Infrastrutturali della FIGC, che autorizzò la Giana Erminio a ricominciare a giocare al Comunale a partire dalla gara interna di sabato 21 contro il Venezia, conclusasi sul punteggio di 0-0, davanti a oltre 2000 spettatori.

## Struttura
Lo stadio è costruito parzialmente in trincea al di sotto del livello del terreno. Gli spalti sono molto ravvicinati ai bordi del campo di gioco e sono suddivisi in tre settori indipendenti, tutti con posti numerati e dotati di seggiolini:
- Tribuna nord: in origine unico spalto dello stadio, è costruita a terrapieno e ospita 914 posti a sedere, più trenta posti suddivisi tra tribuna d'onore e postazioni per i giornalisti. È parzialmente coperta[1][2]; in posizione centrale, sul muro di recinzione posteriore, è collocato dal 2016 uno schermo a led atto a fornire informazioni agli spettatori.
- Tribuna sud: costruita in cemento armato nel 2014, ospita 2046 posti a sedere, più le postazioni per i radiotelecronisti e per le riprese televisive. Ospita altresì i gruppi della tifoseria organizzata locale[15]. La struttura è completamente coperta e si trova alle spalle delle panchine[1][2].
- Tribuna est: costruita in tubi d'acciaio nel 2014, è riservata alle tifoserie ospiti: ha una capienza di 806 posti a sedere ed è priva di copertura[1][2].

Sul lato ovest dell'impianto si trovano due parcheggi, riservati rispettivamente agli atleti delle squadre e ai tifosi casalinghi, oltre ad un piccolo stabile che ospita i locali di servizio. L'accesso al campo dagli spogliatoi avviene attraverso un tunnel che sbocca sul terreno di gioco a lato della tribuna nord. Il campo misura 105 m × 65, è in erba naturale ed è integralmente circondato da una recinzione alta circa 2 metri. L'illuminazione notturna è assicurata da quattro cluster di riflettori alloggiati su piloni posti in corrispondenza degli angoli del terreno di gioco.

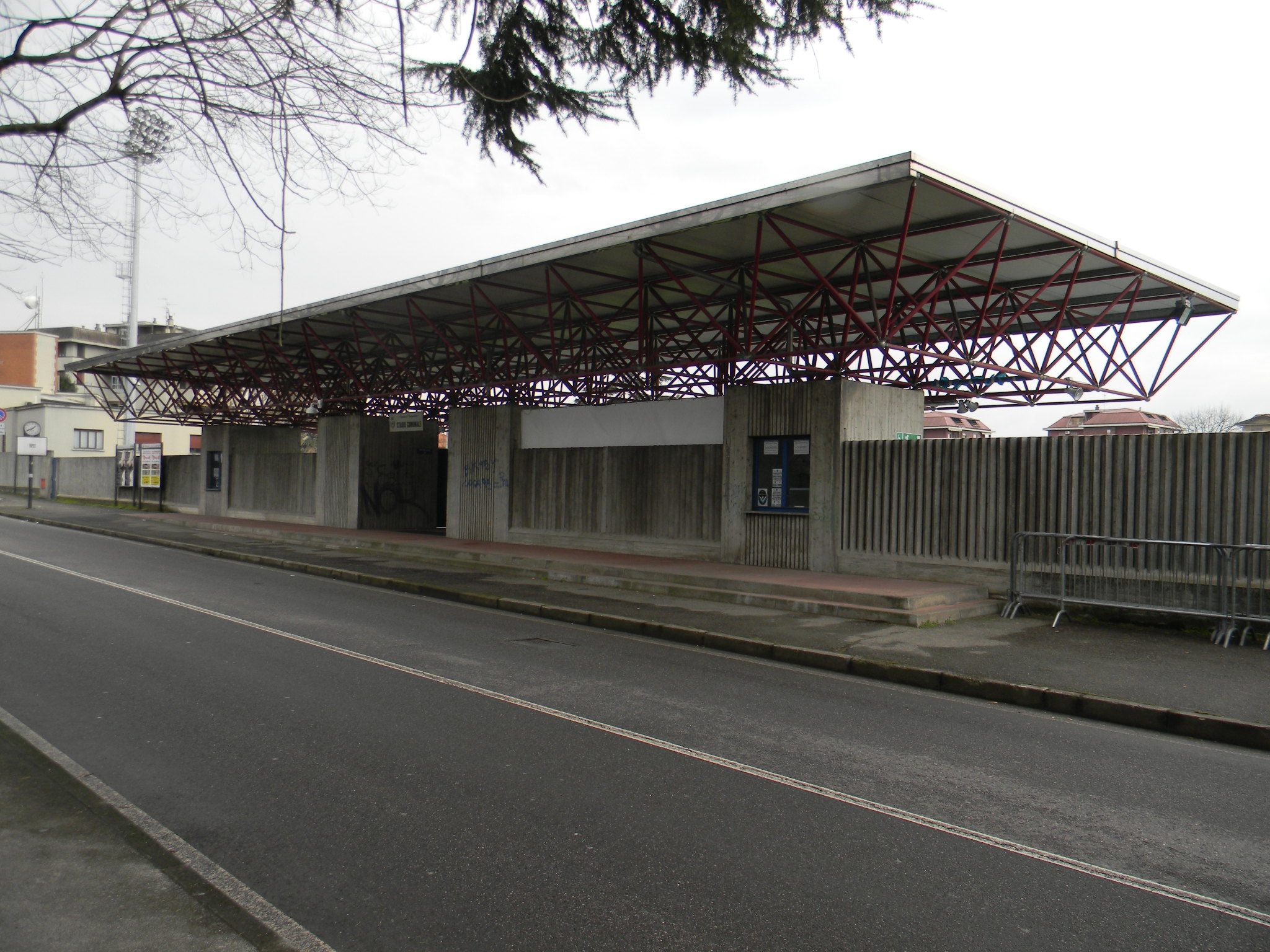
Ingresso della tribuna nord
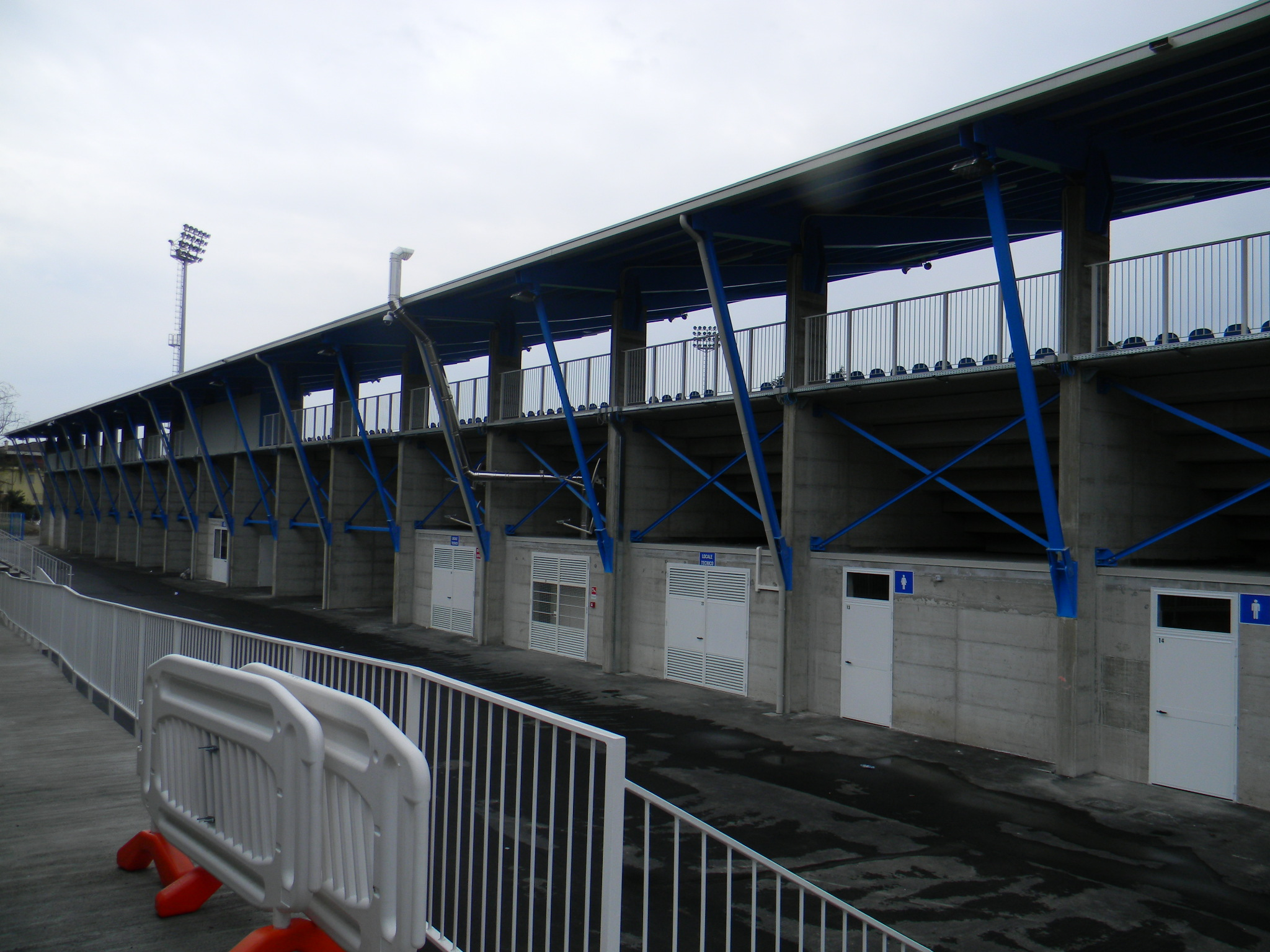
Esterno della tribuna sud
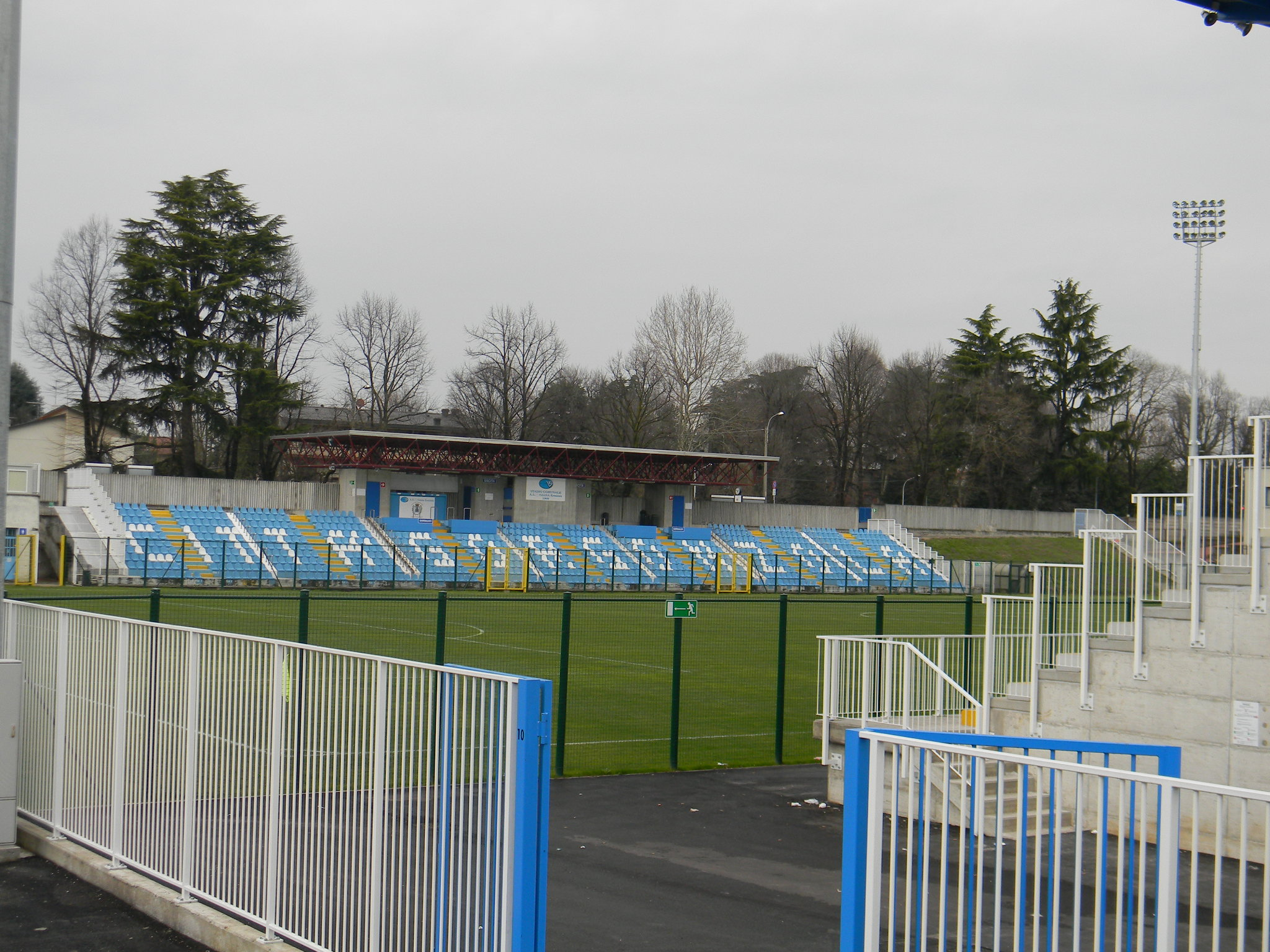
Tribuna nord
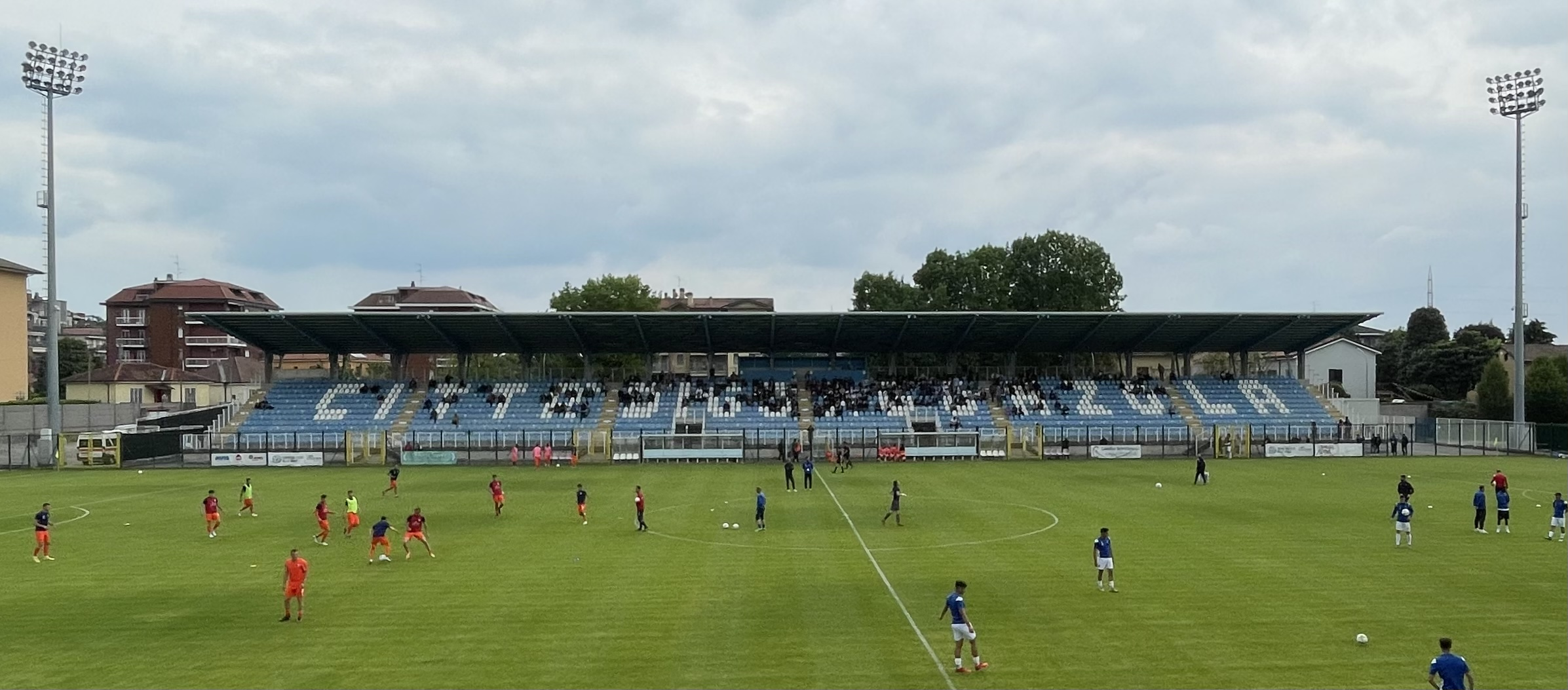
Tribuna sud
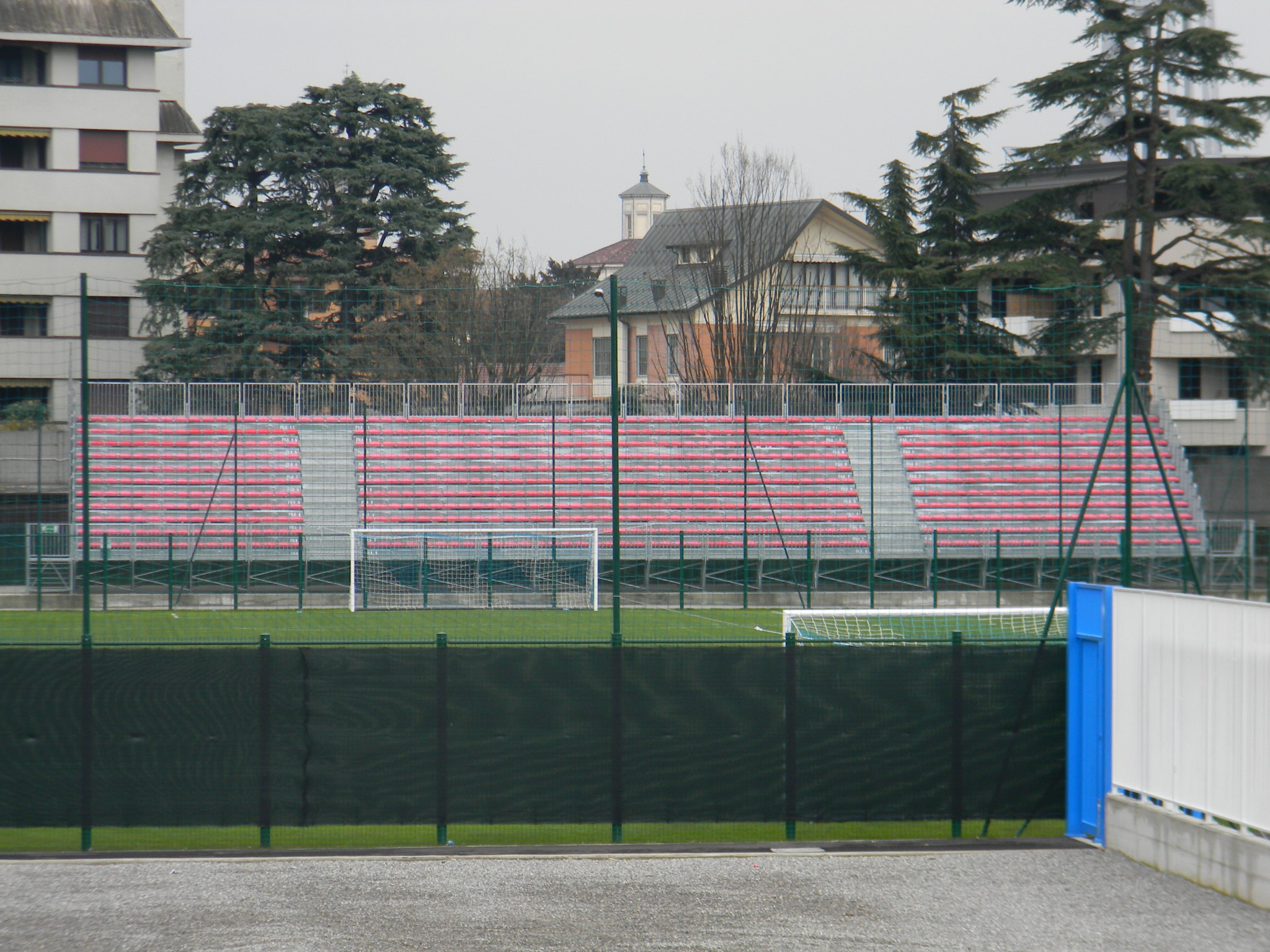
Tribuna est (settore ospiti)

## Eventi internazionali
- Il 28 settembre 2016 lo stadio ha ospitato l'incontro Lombardia-Repubblica d'Irlanda valido per la UEFA Regions' Cup e vinto dagli ospiti per 0-1[17].
- Il 6 ottobre 2016 si è disputata al comunale di Gorgonzola la partita Italia-Polonia, valida per il Torneo Quattro Nazioni Under-20 e vinta dai padroni di casa per 3-0[18].

## Trasporti
A circa 1 km di distanza dall'impianto si trova la stazione di Gorgonzola, servita dalla linea M2 della metropolitana di Milano. Nelle vicinanze dello stadio, su via Milano fermano altresì gli autobus urbani, mentre in via Buonarroti transita la linea extraurbana Melzo-Liscate-Gorgonzola M2. Parallela a via Milano corre la pista ciclabile del Naviglio della Martesana, che collega via Melchiorre Gioia a Milano con Cassano d'Adda, passando per Gorgonzola.